# تراست بنک
تراست بنک (انگلیسی: Trust Bank) شرکت خدمات مالی و بانکداری گامبیایی است، که در سال ۱۹۹۷ تأسیس شد.